# Filatovita
La filatovita és un mineral de la classe dels fosfats, que pertany al grup dels feldespats. Rep el seu nom del professor S. K. Filatov (1940–) de Sant Petersburg per les seves contribucions a la química cristal·lina dels minerals d'exhalació.

## Característiques
La filatovita és un fosfat de fórmula química K(Al,Zn)₂(As,Si)₂O₈. Va ser aprovada com a espècie vàlida per l'Associació Mineralògica Internacional l'any 2002. Cristal·litza en el sistema monoclínic. La seva duresa a l'escala de Mohs es troba entre 5 i 6. És l'anàleg arsenat de l'ortoclasa, i químicament similar a la farmacoalumita i especialment a la wrightita.
Segons la classificació de Nickel-Strunz, la filatovita pertany a «08.AC: Fosfats, etc. sense anions addicionals, sense H₂O, amb cations de mida mitjana i gran» juntament amb els següents minerals: howardevansita, al·luaudita, arseniopleïta, caryinita, ferroal·luaudita, hagendorfita, johil·lerita, maghagendorfita, nickenichita, varulita, ferrohagendorfita, bradaczekita, yazganita, groatita, bobfergusonita, ferrowyl·lieïta, qingheiïta, rosemaryita, wyl·lieïta, ferrorosemaryita, qingheiïta-(Fe2+), manitobaïta, marićita, berzeliïta, manganberzeliïta, palenzonaïta, schäferita, brianita, vitusita-(Ce), olgita, barioolgita, whitlockita, estronciowhitlockita, merrillita, tuïta, ferromerrillita, bobdownsita, chladniïta, fil·lowita, johnsomervilleïta, galileiïta, stornesita-(Y), xenofil·lita, harrisonita, kosnarita, panethita, stanfieldita, ronneburgita i tillmannsita.

## Formació i jaciments
Va ser descoberta al segon con d'escòria de l'avanç nord de la gran erupció fissural del volcà Tolbàtxik, situat a l'óblast de Kamtxatka, a Rússia. Es tracta de l'únic indret on ha estat trobada aquesta espècie mineral.